# 노블레스 오블리주
노블레스 오블리주(프랑스어: noblesse oblige, IPA: /nɔblɛs ɔbliʒ/, 영어: Nobility Obliges)란 프랑스어로 “귀족은 의무를 갖는다”를 의미한다. 보통 부와 권력, 명성은 사회에 대한 책임과 함께 해야 한다는 의미로 쓰인다. 즉, 노블레스 오블리주는 사회지도층에게 사회에 대한 책임이나 의무를 모범적으로 실천하는 높은 도덕성을 요구하는 구절이다. 정치인 가문(政治人 家門, 영어: Politician Family)의 모범적 사례를 들 수 있다.

## 어원
14세기 백년전쟁 당시 프랑스의 도시 ‘칼레’는 영국군에게 포위당한다. 1347년, 칼레는 영국의 거센 공격을 막아내지만, 더 이상 원병을 기대할 수 없어 결국 항복을 하게 된다. 후에 영국 왕 에드워드 3세에게 자비를 구하는 칼레시의 항복 사절단이 파견된다. 그러나 점령자는 “모든 시민의 생명을 보장하는 조건으로 누군가가 그동안의 반항에 대해 책임을 져야한다”며 “이 도시의 대표 6명이 목을 매 처형을 받아야 한다”고 말한다. 칼레시민들은 혼란에 처했고 누가 처형을 당해야 하는지를 논의했다. 모두가 머뭇거리는 상황에서 칼레시에서 가장 부자인 ‘외스타슈 드 생 피에르(프랑스어: Eustache de St Pierre)’가 처형을 자청하였고 이어서 시장, 상인, 법률가 등의 처형에 동참한다. 그들은 다음날 처형을 받기 위해 교수대에 모였다. 그러나 임신한 왕비의 간청을 들은 영국 왕 에드워드 3세는 죽음을 자처했던 시민 여섯명의 희생정신에 감복하여 살려주게 된다. 이 이야기는 역사가에 의해 기록되고 높은 신분에 따른 도덕적 의무인 ‘노블레스 오블리주’의 상징이 된다.

## 로마
“고귀하게 태어난 사람은 고귀하게 행동해야 한다.”라는 뜻의 노블레스 오블리주는 과거 로마제국 귀족들의 불문율이었다.로마제국의 귀족들은 자신들이 노예와 다른 점은 단순히 신분이 다르다는 게 아니라, 사회적 의무를 실천할 수 있다는 사실이라고 생각했다. 노블레스 오블리주 실천을 실천한다는 자부심을 갖고 있었던 것이다.

### 병역의무
경영학자인 예종석 한양대학교 경영대학 명예교수가 쓴 《노블리스 오블리주》살림출판사에 의하면, 로마공화정과 고대 그리스의 지배계급들이 누리는 특권은 사회공동체에서의 의무를 다할 때에 주어지는 권리였다. 로마공화정에서 귀족들은 재산을 사회공동체에 되돌림을 하였으며, 인민(Poplus)들이 본받을 수 있도록 솔선하여 국방의 의무를 다하였다. 귀족들은 카르타고의 명장인 한니발(라틴어:hannibal)이 지휘한 카르타고군대와 벌인 포에니 전쟁에 참여하였고, 16년 간의 제2차 포에니 전쟁 중에는 13명의 집정관(Consul)이 전사하였다. 귀족들이 너무 많이 전사하여 사회공동체에서 귀족들은 15분의 1 미만으로 줄어들었을 뿐만 아니라, 전사자의 3분의 1이 귀족인 적도 있다고 한다.
집정관은 선거를 통해 선출된 고위공직자로 귀족계급을 대표하며, 로마공화정의 관리 중에서 가장 높은 관직이었다. 또한 로마에서는 병역의무를 실천하지 않은 사람은 호민관이나 집정관등의 고위공직자가 될 수 없었을 만큼 노블레스 오블리주 실천이 당연하게 여겨졌다.

### 기부활동
고대 로마에서는 자신의 재산을 들여 공공시설을 신축하거나 개보수한 귀족에 대해서 귀족의 이름을 붙여주었는데, 귀족들은 이를 최고의 영광으로 생각하였다. 또한 법을 제안한 정치인의 이름을 따서 법의 이름을 만들었다.
- 아피아 가도 (Via Appia): "아피우스의 길"이라는 뜻이다. 기원전 312년, 재무관이었던 아피우스가 입안하고 원로원이 가결하고 아피우스 자신이 총감독을 맡아서 건설한 길이다.
- 라티나 가도 (Via Latina)
- 티부르티나 가도 (Via Tiburtina)
- 노멘타나 가도 (Via Nomentana)
- 셈프로니우스 도로법:  셈프로니우스가 제안한 도로법
- 율리우스 농지법: 율리우스가 제안한 농지법

### 사회통합
이렇듯 지배계급인 로마의 귀족들이 사회적인 의무를 충실하게 실천하는 전통은 로마사회의 통합을 이루었으며, 나라에서도 장려책을 사용해 적극적인 참여를 이끌어 내었다.

## 미국
고대 로마의 노블레스 오블리주 전통은 미국에도 전승되어, 미국 법령에 제안자의 이름이 들어가 “매케인-파인골드법”(McCain-Feingold Act) 같이 법률 명칭을 부른다던가, 철강왕 앤드류 카네기가 세운 카네기멜론 대학교, 은행가 존스 홉킨스가 세운 존스 홉킨스 대학교 식으로 설립자의 이름을 붙인 대학등이 현재 미국에 존재한다. 미국은 로마와 같이 상업주의를 추구하며, 법률이 매우 발달해 있으며, 영향력은 전 세계적인 점에서도 고대 로마와 매우 닮았다. 원로원과 민회로 구성된 고대 로마의 정치제도도 하원과 상원으로 모방하고 있다.

## 영국
영국은 영국 왕실 및 왕실에 속한 귀족들을 대상으로 시행하는 징병제가 이에 해당된다. 반드시 영국 왕실 및 왕실에 속한 귀족들의 자녀들은 영국 병역법과 왕실 내부 규율에 따라 희망하는 일시에 장교의 신분으로 군복무를 마치도록 되어있다고 하며, 영국의 대표적인 노블레스 오블리주에 해당된다. 아르헨티나와 영국의 전쟁인 포클랜드 전쟁에도 앤드루 왕자가 헬리콥터 조종사로 참전한 것으로 알려져 있다.영국 찰스 왕세자의 둘째 아들 해리 왕자는 아프가니스탄에서 군복무를 하였다.

## 중국
잉글랜드의 지리학자(여성)이사벨라 버드 비숍은 《한국과 그 이웃나라들》(이인화 옮김,살림)에서 죽을 쑤어서 빈곤층들이 굶어죽지 않도록 배려한 청나라 장군을 소개했다. 그가 청일전쟁에서 전사하자 기독교 선교사들은 진심으로 애석하게 여겼다.

## 대한민국
대한민국에서 대표적인 인물은 독립운동가  이회영 선생과 그의 형제들이 있다. 그리고 조선시대 선비로서 의병활동한 분들이 있다. 대한민국에서는 사회 저명인사나 소위 상류계층의 병역기피가 매우 오래된 병폐로 잔존하고 있다. 정훈이라고 하여, 군인 정신교육에서 노블레스 오블리주를 매우 강조하고 있으나 고대 로마와 로마를 따라하는 미국처럼, 법률 명칭이나 공공시설 명칭 등에 귀족의 이름을 붙여서 “혜택”을 부여하거나 해서, 귀족계층 내부의 유행을 일으키지는 못하고 있다.

### 병역활동
《마흔에 읽는 손자병법》(강상구 지음, 흐름출판)에 따르면, 김유신 장군(진골계급)등의 신라시대 지배계급들은 삼국통일을 위한 백제, 당나라와의 전쟁에 참여함으로써 노블레스 오블리주를 실천했다. 그래서 피지배계급들에게 국가를 위한 헌신을 요구할 수 있었다. 경영학자 예종석 한양대학교 경영대학 명예교수도 다음과 같은 예를 들어 신라가 통일을 한 힘을 신라 지배계급들의 노블리스 오블리주에서 찾고 있다.
- 반굴의 전사 : 반굴은 김유신 장군의 동생인 김흠춘의 아들, 김유신의 조카이다. 그는 목숨을 다해 싸웠고, 이를 본 품일 장군도 관창으로 하여금 목숨을 다하여 싸우라고 하였다. 이를 본 신라 장병들이 힘을 내어 싸우니, 계백장군의 결사대에게 몰린 황산벌 전투에서 이겼다.
- 원술이 부모에게 나당 전쟁 당시 석문전투에서 패전하였음에도 살아서돌아오자 버림을 받았다.
- 김유신은 평양에 식량을 보내는 노동을 하였으며(671년, 67세), 일본, 고구려, 중국 당나라와 외교를 하였다.[2]

### 기부활동

#### 사례
한국에서도 조선 정조 당시 흉년으로 인한 기근으로 식량난에 허덕이던 제주도 사람들을 위해 전 재산으로 쌀을 사서 분배한 거상 김만덕, 군수업으로 번 막대한 재산을 독립운동에 대부분 사용한 최재형, 집안의 노비를 해방하고, 민족적 자립을 위한 무장투쟁을 이끌었으며, 국가의 미래를 위한 교육사업도 활발히 펼친 김좌진, 백리 안에 굶는 이가 없게 하라는 신념을 나눔으로써 실천하여 민중들의 생존권 투쟁이 치열했던 19세기에도 화를 입지 않은 경주 최부잣집처럼 노블레스 오블리주를 실천한 역사적 사례가 있다.
유한양행 설립자 유일한도 노블레스 오블리주를 실천한 사람이다. 그는 미국에서 숙주나물 통조림을 생산하는 라초이 회사를 운영할 당시 녹두를 공급하던 중국 상인이 탈세하는 것을 보고 충격받았다. 그래서 유한양행을 설립하자 도덕적 해이를 경계하여 정경유착, 탈세, 마약생산을 절대로 하지 않았으며, 주식회사 체제로 경영하여 사원들이 경영에 참여하도록 하였다. 이렇게 번 돈으로 유일한은 유한공업고등학교를 설립하였다.

## 기타

### 제1차 세계대전 당시 노블레스 오블리주
영국의 전통있는 학교인 이튼 칼리지의 학생들은 제1차 세계대전 당시 참전하여 전사하였으며, 학교에서는 전사자들의 이름을 기록한 기념비를 제작하였다. 독일 귀족이 공군 조종사로 참전한 사례도 있는데, 비행기가 격추되어 탈출한 적은 사살하지 않아서 영국군 조종사들도 그의 전사를 애석하게 여겼다. 즉, 유럽의 지식인들과 귀족들은 사회적 의무인 병역의무를 실천하는 것을 당연하게 여겼다.

### 엘리자베스 2세 영국 여왕
현재 영국의 여왕인 엘리자베스 2세는 1945년 조국을 위해 봉사하고 싶다며, 아버지 조지 6세의 허락을 얻어 또래 소녀들이 봉사하고 있는 영국 여자 국방군의 구호품 전달 서비스부서에서 군복무를 하였다. 이것이 발단이 되어서 후에 영국 내에서 징병제를 폐지시켰다 하더라도, 영국 왕실 및 왕실에 속한 귀족들은 반드시 왕실 내부 규율과 영국 병역법에 따라 장교의 신분으로 군복무를 하도록 규정해 노블레스 오블리주를 실천하도록 한다고 한다.

## 같이 보기
- 이배원 가옥